# ولز ماسون
ولز ماسون (بالإنجليزية: Wells Mason)‏ هو نحات أمريكي، ولد في 1968.